# Museo Vasco (Bilbao)
El Museo Vasco (en euskera: Euskal Museoa) se ubica en la plaza Miguel de Unamuno de Bilbao, en la provincia de Vizcaya, País Vasco, España.
Según reza en su información divulgativa «tiene como principio rector de su actuación cultural la conservación y difusión de los objetos que configuran sus colecciones y que testimonian los modos de vida que el pueblo vasco ha desarrollado a lo largo de los tiempos».

## Historia

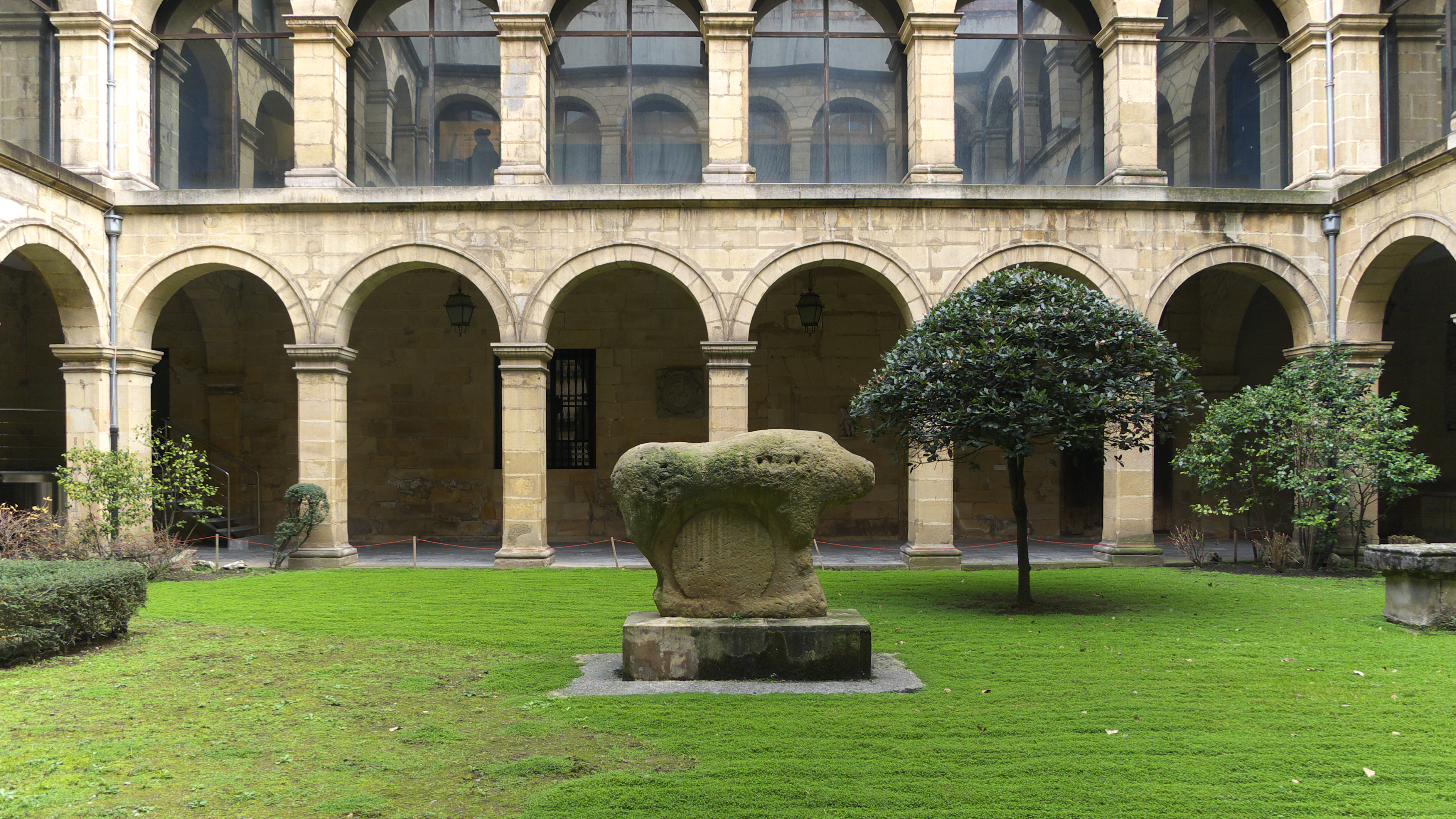
Patio del museo, antiguo claustro del colegio de San Andrés (fotografía previa al solado del área de césped efectuado en 2016).

La entidad, con el nombre original de Museo Arqueológico de Vizcaya y Etnográfico Vasco, abrió sus puertas el 3 de julio de 1921 ocupando la planta baja del claustro barroco del antiguo colegio de San Andrés, que perteneció a los Jesuitas hasta su expulsión de España en 1767; la adyacente iglesia de los Santos Juanes, hoy parroquia de culto regular, es el templo que en su momento perteneció al colegio jesuita. Desde el principio contó con el patrocinio de la Diputación Foral de Vizcaya y el Ayuntamiento de Bilbao.
Poco a poco, el museo fue ocupando los edificios anexos y aumentando sus colecciones, que abarcan la arqueología de Vizcaya y la etnohistoria del País Vasco. En la actualidad el museo se encuentra en un proceso de renovación tanto a nivel museológico como museográfico. La apertura de un nuevo acceso principal hacia la plaza Miguel de Unamuno es el punto de inicio de esta remodelación y el elemento más llamativo para los visitantes, por su contraste con la arquitectura del edificio histórico en el que se ubica. Aparte de los fondos abiertos al público, el museo ofrece servicios de investigación, biblioteca y fototeca, y ofrece la membresía en el programa Amigos del Museo.
Desde 1962 es Bien de Interés Cultural (BIC), con la categoría de Monumento Histórico-Artístico Nacional.
El 17 de junio de 2020 se dio a conocer que el estudio Vaíllo+Irigaray de Pamplona resultó ganador del concurso arquitectónico y museográfico para remodelar el Museo Vasco del Casco Viejo.

### Renovación integral
El 2 de julio de 2021, al cumplirse los cien años de la inauguración, el Museo Etnográfico y el Museo arqueológico presentaron su proyecto de renovación integral. Con un coste de 15 millones de euros, abordará la remodelación del edificio y la propuesta museográfica.

## Colecciones

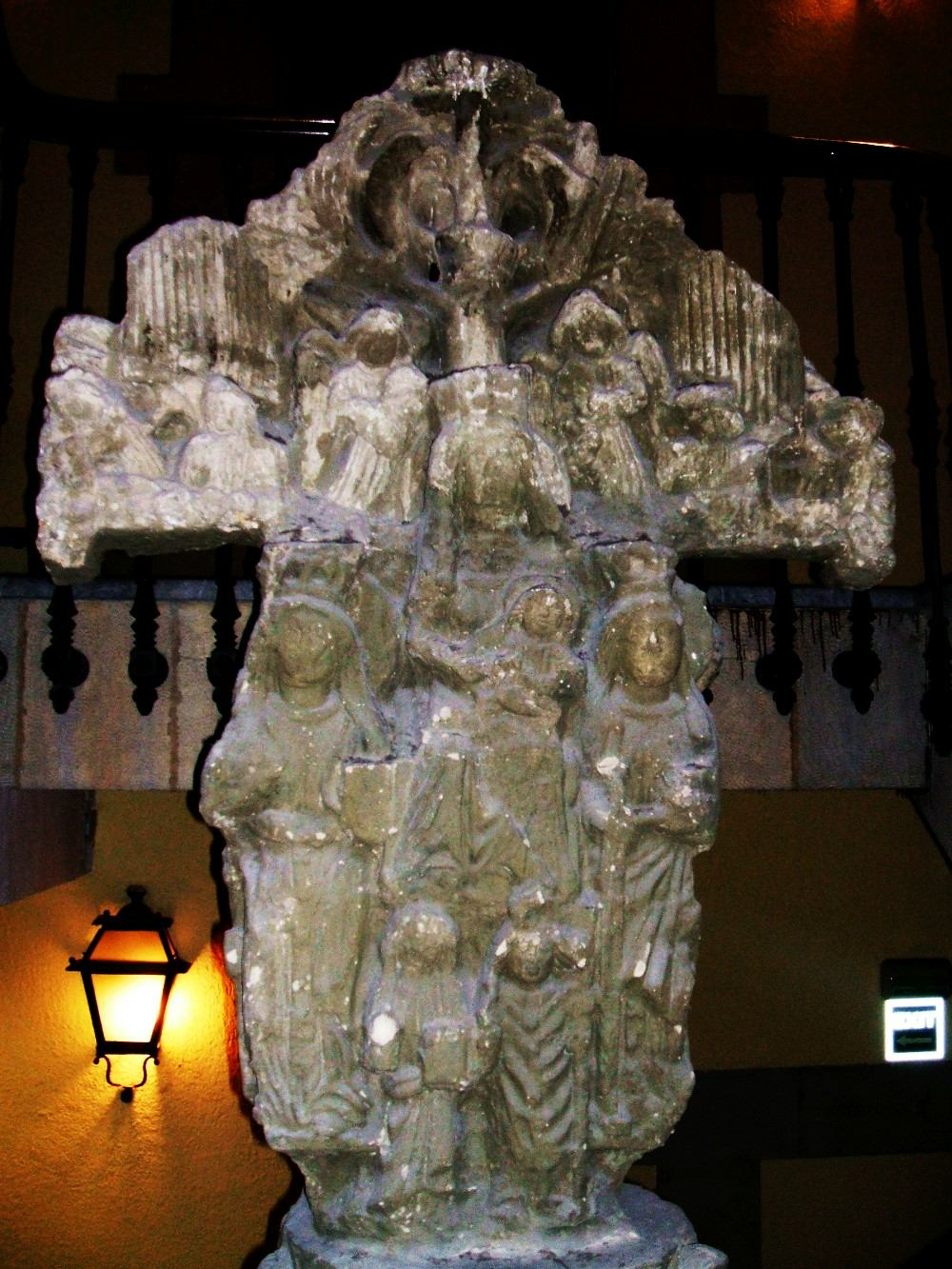
Reproducción de la cruz de Kurutziaga

Las exposiciones permanentes se distribuyen en cuatro plantas:

### Planta baja
Salas de laudas sepulcrales y heráldica. En esta planta hay también un espacio reservado para las exposiciones temporales y tienda. En la entrada se exhibe una escultura de Nestor Basterretxea, cedida en depósito por el Museo de Bellas Artes de Bilbao.
El centro del claustro lo ocupa el ídolo de Mikeldi procedente de Durango. En 2016, a fin de evitar que la humedad siguiese dañando la escultura, el suelo de césped fue reemplazado por un solado de piedra, y en junio de 2018 finalizó el cubrimiento del patio con una techumbre de vidrio. Esta intervención contribuyó a un uso más polivalente del ámbito más espacioso del museo.
En el hueco de la escalera a la primera planta se yergue una reproducción de la cruz de Kurutziaga, de unos cuatro metros de altura, cuyo original del siglo XV se encuentra en la localidad de Durango.

### Planta primera
Exposiciones de armas (con vitrinas específicas de la Guerra Civil y las Guerras Carlistas), los vascos y el mar, la cultura pastoril, y las artes domésticas de la cerámica y el textil (lino y lana).
Presidiendo el descansillo de la escalera, cuelga un gran retrato de Ramón de la Sota pintado por Ignacio Zuloaga.

### Planta segunda
Salas dedicadas a la Prehistoria y la arqueología de Vizcaya.

### Planta tercera
Salas del Consulado de Bilbao, con muebles y demás recuerdos de dicha institución, entre los que destaca un conjunto de bancos de madera con tapicería de terciopelo rojo, de finales del siglo XVIII, cuyo diseño se atribuye a Luis Paret, quien residió en Bilbao durante varios años, desterrado de Madrid por Carlos III. 
En esta planta se exhibe además una maqueta colosal a escala de la provincia.

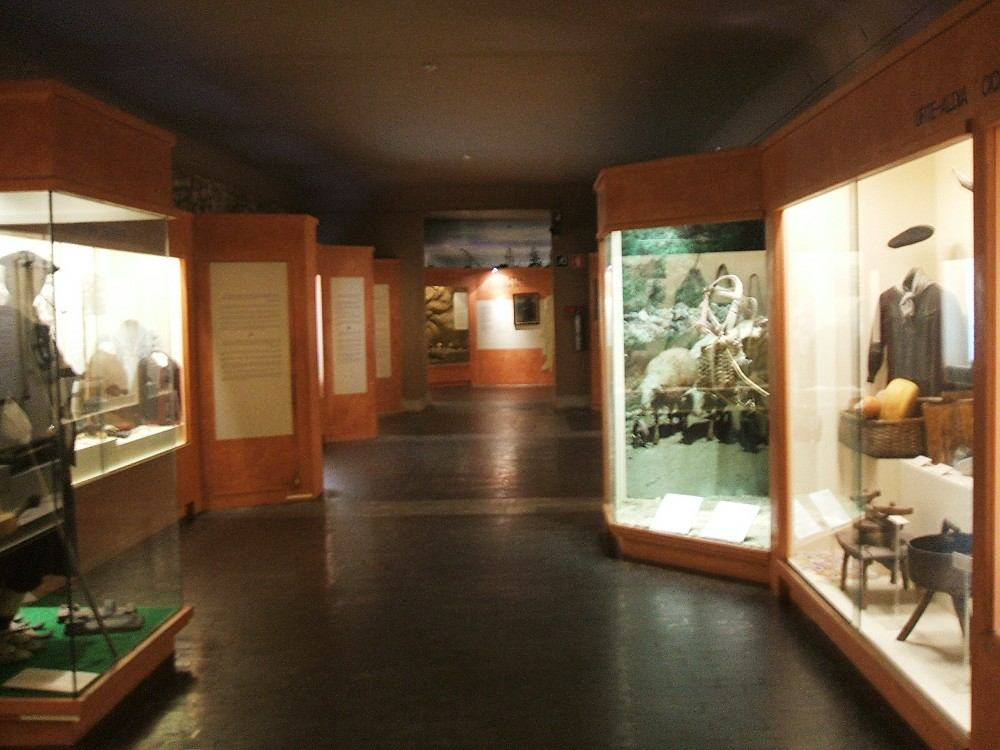
Sala del pastoreo
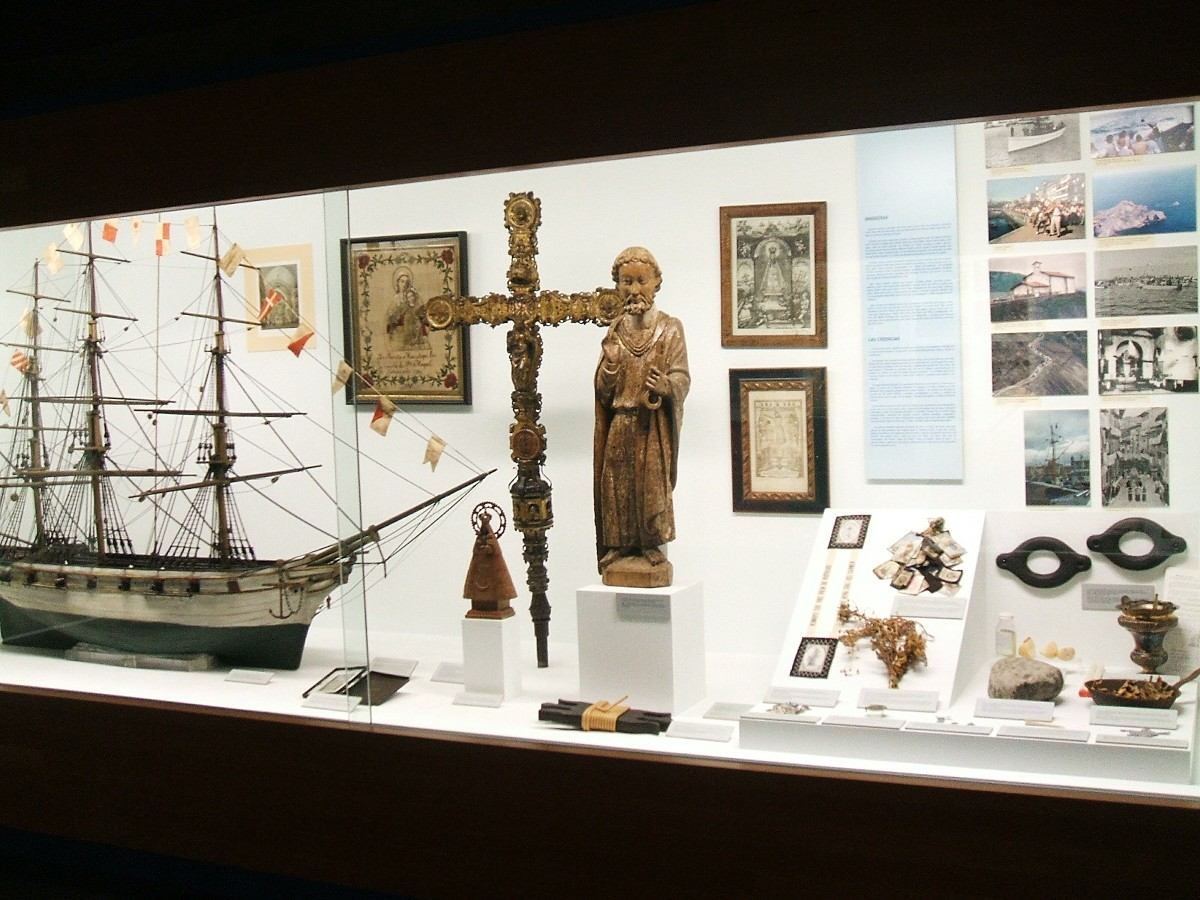
Sala del mar
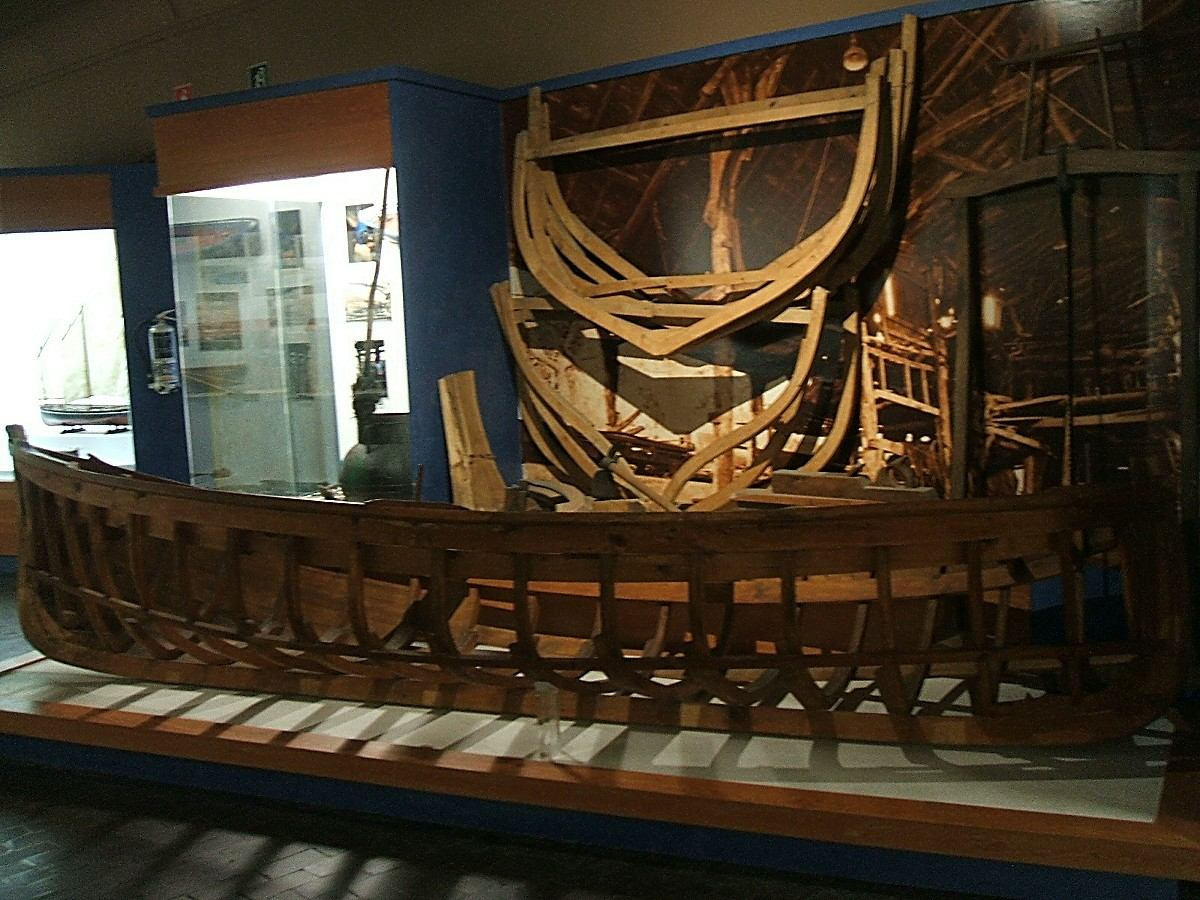
Sala del mar
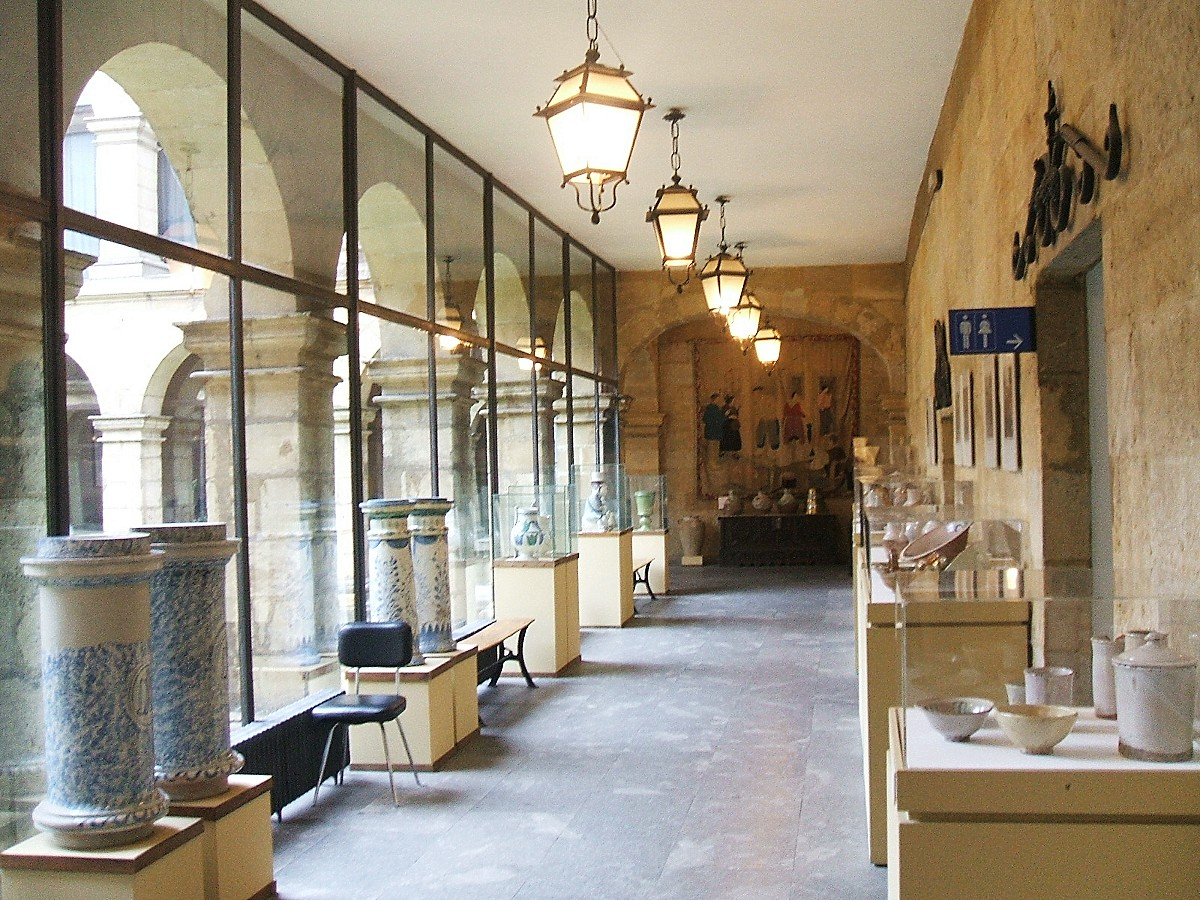
Sala de la cerámica
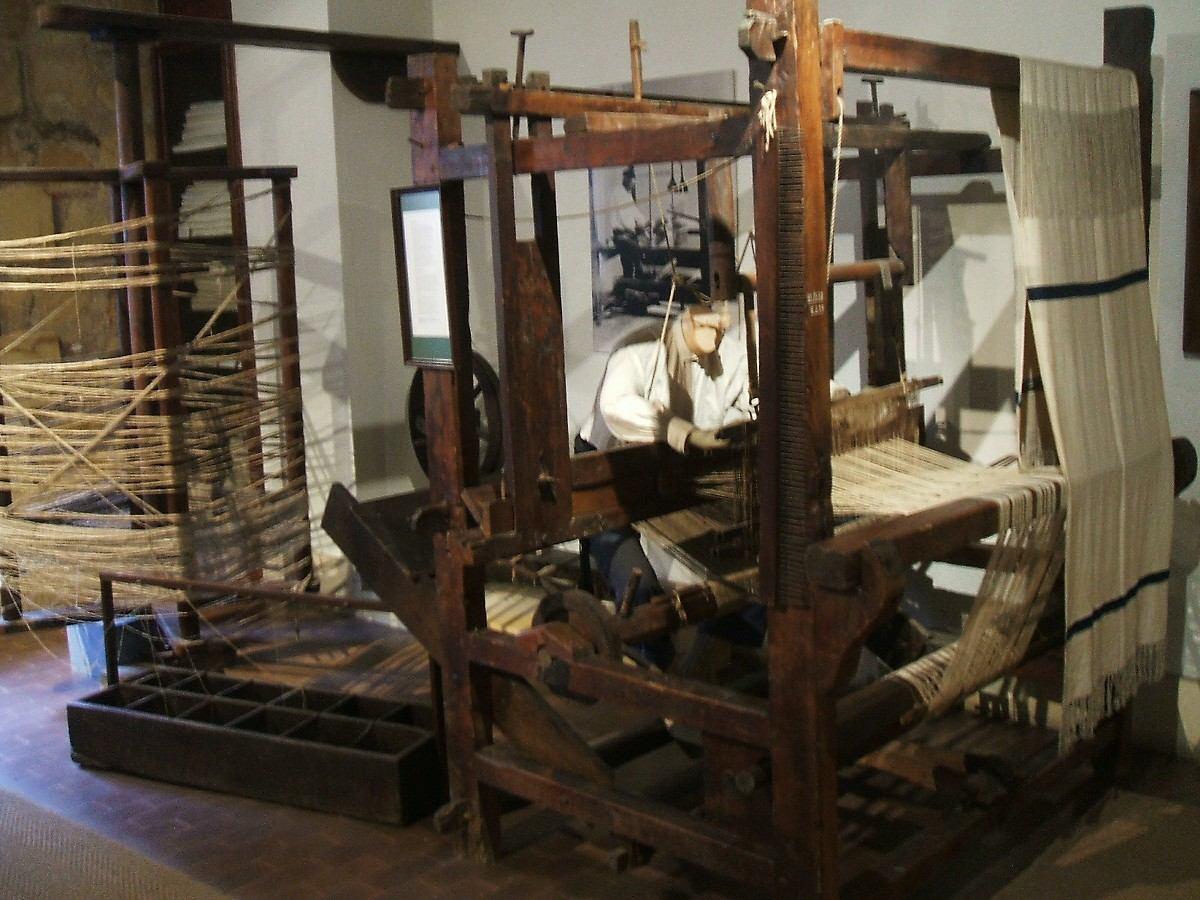
Sala del telar
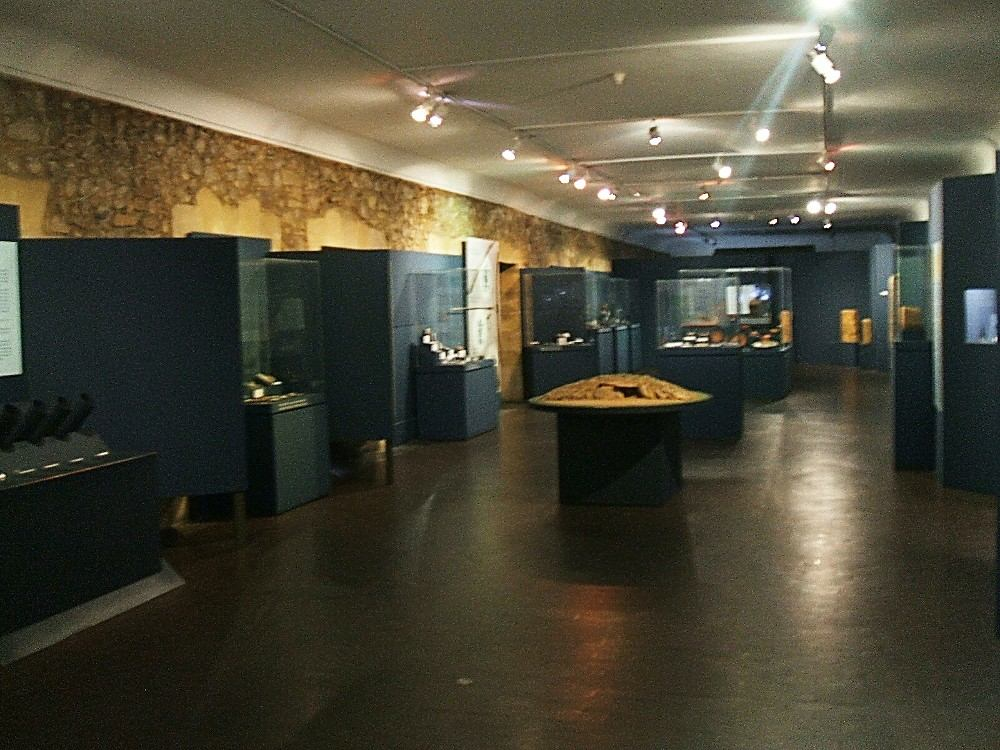
Sala de la Prehistoria